# Warionia saharae
Warionia saharae Benth. & Coss., 1873 è una piante angiosperme dicotiledone della famiglia delle Asteraceae. È l'unica specie del genere Warionia  Benth. & Coss., 1873 (nonché della sottotribù Warioniinae  Gemeinholzer e N.Kilian, 2009) appartenente alla tribù delle Cichorieae.

## Etimologia
Il nome del genere (Warionia) è stato dato in onore del medico militare e botanico francese (JeanPierre) Adrien Warion (1837-1880), che raccolse una vasta collezione di piante mentre era di stanza in Nord Africa. L'epiteto specifico (saharae) si riferisce all'areale di distribuzione di questa pianta, nel deserto del Sahara africano.
Il nome scientifico della specie è stato definito per la prima volta dai botanici George Bentham (1800-1884) e Ernest Saint-Charles Cosson (1819-1889) nella pubblicazione " Bulletin de la Société Botanique de France. Paris" ( Bull. Soc. Bot. France 19: 166) del 1873. Il nome scientifico del genere è stato definito per la prima volta nella stessa pubblicazione. Il nome scientifico della sottotribù è stato definito per la prima volta dai botanici Birgit Gemeinholzer e Norbert Kilian (1957-) nella pubblicazione " Systematics, evolution and biogeography of Compositae" ( Syst. Evol. Biogeogr. Compositae 380) del 2009.

## Descrizione
Habitus. L'habitus di questa specie è fruticoso (forma arbusti o piccoli alberi alti da 0,15 a 3 metri) con presenza di latice bianco nelle radici. La radice è fittonante. È una pianta aromatica. Negli steli è presente del sughero.
Foglie. Le foglie somigliano a quelle di un cardo (ma senza spine) e sono carnose. Lungo il caule sono disposte in modo alternato. La forma varia da oblunga a oblanceolata con un contorno di tipo pennato-partito (i bordi sono grossolanamente dentato-lobati) con apice acuto e base attenuata. Dimensione delle foglie: larghezza 1 – 3 cm; lunghezza 2 – 13 cm.
Infiorescenza. Le infiorescenze sono composte da 2 - 3 capolini terminali e solitari. I capolini, largamente discoidi e omogami, sono formati da un involucro composto da diverse brattee (o squame) all'interno del quale un ricettacolo fa da base ai fiori tubulosi. Le squame sono disposte su 4 - 5 serie in modo embricato; hanno delle forme lanceolate con apici acuti e basi libere (non sono connate). Il ricettacolo è piatto, alveolato e glabro.
I fiori. I fiori (da 25 a 40 per capolino) sono tetra-ciclici (ossia sono presenti 4 verticilli: calice – corolla – androceo – gineceo) e pentameri (ogni verticillo ha in genere 5 elementi). I fiori sono inoltre ermafroditi e actinomorfi (possono essere zigomorfi in quanto la corolla tubolare è divisa nella metà superiore, quindi non è radialmente simmetrica).
- Formula fiorale:

*/x K {\displaystyle \infty }, [C (5), A (5)], G 2 (infero), achenio
Calice: i sepali del calice sono ridotti ad una coroncina di squame.
- Calice: i sepali del calice sono ridotti ad una coroncina di squame.
- corolle: le corolle sono gialle, hanno una forma campanulata e terminano con 5 profondi lobi apicali; la parte tubolare è snella. Sono presenti dei peli doppi e ghiandolosi. Lunghezza della corolla: 22 – 25 cm.
- Androceo: gli stami sono 5 con filamenti liberi e distinti, mentre le antere sagittate sono saldate in un manicotto (o tubo) circondante lo stilo.[14] Le antere hanno una corta coda e basalmente sono leggermente frangiate; le appendici apicali sono piuttosto allungate e adassialmente talvolta sono grezze. Il polline ha delle forme variabili da sferoidali a suboblate, è grande, ed è del tipo tricolporato, echinato e con il tectum molto perforato. Lunghezza delle antere: 11 – 12 mm.
- Gineceo: lo stilo è filiforme con stilopodio basale (leggermente gonfio) nettarifero, mentre gli stigmi dello stilo sono due divergenti e ricurvi. La parte dorsale dello stilo è ricoperta da stretti peli irti che si estendono fin sotto la biforcazione. Gli stigmi sono filiformi, allungati, acuti e con superficie stigmatica interna. L'ovario è infero uniloculare formato da 2 carpelli.[15]

I frutti. I frutti sono acheni con pappo. La forma dell'achenio è obovoide, densamente peloso per doppi lunghi peli. Il pappo è formato da lunghe, scabre, sericee setole bianco-giallastre disposte su due serie. Lunghezza dell'achenio: 4,5 – 5 mm.

## Biologia
- Impollinazione: l'impollinazione avviene tramite insetti (impollinazione entomogama tramite farfalle diurne e notturne).
- Riproduzione: la fecondazione avviene fondamentalmente tramite l'impollinazione dei fiori (vedi sopra).
- Dispersione: i semi (gli acheni) cadendo a terra sono successivamente dispersi soprattutto da insetti tipo formiche (disseminazione mirmecoria). In questo tipo di piante avviene anche un altro tipo di dispersione: zoocoria. Infatti gli uncini delle brattee dell'involucro si agganciano ai peli degli animali di passaggio disperdendo così anche su lunghe distanze i semi della pianta.

## Distribuzione e habitat
La Warionia saharae si trova nell'Africa del nord ovest (Marocco e Algeria) e predilige climi tipicamente desertici.

## Tassonomia
La famiglia di appartenenza di questa voce (Asteraceae o Compositae, nomen conservandum) probabilmente originaria del Sud America, è la più numerosa del mondo vegetale, comprende oltre 23.000 specie distribuite su 1.535 generi, oppure 22.750 specie e 1.530 generi secondo altre fonti (una delle checklist più aggiornata elenca fino a 1.679 generi). La famiglia attualmente (2021) è divisa in 16 sottofamiglie.

## Filogenesi
Questo genere appartiene alla tribù Cichorieae e quindi alla sottofamiglia Cichorioideae. In base ai dati filogenetici la sottofamiglia Cichorioideae è il terz'ultimo gruppo che si è separato dal nucleo delle Asteraceae (gli ultimi due sono Corymbioideae e Asteroideae).
La tribù Cichorieae è individuata dai seguenti principali caratteri:
- in tutte le parti vegetative è presente del lattice;
- le foglie sono disposte in modo alternato;
- i capolini sono omogami;
- il ricettacolo in maggioranza è privo di pagliette;
- la maggior parte dei fiori ha le corolle ligulate con 5 lob.

Secondo gli ultimi studi filogenetici il genere Warionia (e quindi la specie di questa voce) forma con tutto il resto della tribù delle Cichorieae un “gruppo fratello” e forma un clade monofiletico ben supportato (fa parte del primo clade che si è separato dalla tribù). In effetti questo genere da un punto di vista morfologico e molecolare è più vicino alla tribù delle Cichorieae che a qualsiasi altro gruppo delle Asteraceae..
Inizialmente Warionia era stato collocato nel gruppo delle Cardueae; anche se le caratteristiche del polline lo avvicina a quest'ultimo gruppo, in realtà il latice nelle foglie e negli steli e altre caratteristiche come quelle del floema dimostrano l'appartenenza alle Cichorieae. In questo gruppo in un primo momento Warionia è stato inserito all'interno della tribù Gundelieae DC. ex Lecoq & Juillet, 1831 (insieme al genere Gundelia L.), ma in seguito è stato descritto separatamente. In base al conteggio dei cromosomi e altri dati si può ipotizzare che Warionia e quindi Warionia saharae sia a tutti gli effetti una specie relitta.
Questo genere è individuato dai seguenti caratteri:
- il portamento è fatto da arbusti o piccoli alberi;
- le foglie non sono spinose;
- i capolini sono larghi e per lo più solitari.

Il numero cromosomico della specie è: 2n = 34.